# 13257 Seanntorres
13257 Seanntorres è un asteroide della fascia principale. Scoperto nel 1998, presenta un'orbita caratterizzata da un semiasse maggiore pari a 2,6881293 au e da un'eccentricità di 0,1162003, inclinata di 4,80554° rispetto all'eclittica.